# Ceratinia lugens
Ceratinia lugens är en fjärilsart som beskrevs av Jean Baptiste Godart och Osbert Salvin. Ceratinia lugens ingår i släktet Ceratinia och familjen praktfjärilar. Inga underarter finns listade i Catalogue of Life.